# Necmi Ton
Necmi Ton (... – 14 maggio 2024) è stato un cestista turco.

## Carriera
Con la Turchia disputò i Campionati europei del 1973.